# Квемо Хеті
Квемо Хеті (груз. ქვემო ხეთი) — село в Грузії.
За даними перепису населення 2014 року в селі проживає 380 осіб.